# Prêt-à-porter
Prêt-à-porter eller ready-to-wear (forkortet RTW) er færdigsyet tøj, ofte ungdommeligt og avantgardistisk, fremstillet af modeskabere eller designere. Prêt-à-porter er modsat haute couturen syet i standardmål.
Prêt-à-porter opstod allerede omkring 1920, hvor man forsøgte af efterligne de fornemme parisiske modeller i billige tekstiler og billigere fremstillet. I 1960'erne blev Prêt-à-porter udbredt, både pga. prisen og fordi mange foretrak en mere anonym tøjstil. Haute couture blev mest vist på modeshows og lignende.
Udtrykket prêt-à-porter er fransk og betyder "klar til at bære" eller "Klar til at have på". Det engelske ready-to-wear betyder det samme.